# 法占烟台
法占烟台 （法语：Chefoo français）是曾经位于烟台的法国占领区，具备很强的殖民地色彩。由第二次鸦片战争中，1859年法国军队占领崆峒岛，登陆并实控烟台山及周边部分地区时开始，到1866年法国放弃烟台殖民地主权声索而结束。

## 历史
1858年《天津条约》签订，辟登州为通商口岸。之后因登州水浅，且距离大清政府驻地过近，不利于防务，因此改开埠到烟台。

1859年7月，英国与法国军队在前往天津敦促批准《天津条约》的路途中，英国军队占领长山列岛的南长山岛作为天津条约赔款担保，法国军队在芝罘岛悬崖的背风处避风，同时占领崆峒岛，然后登陆烟台，并进行实地考察。

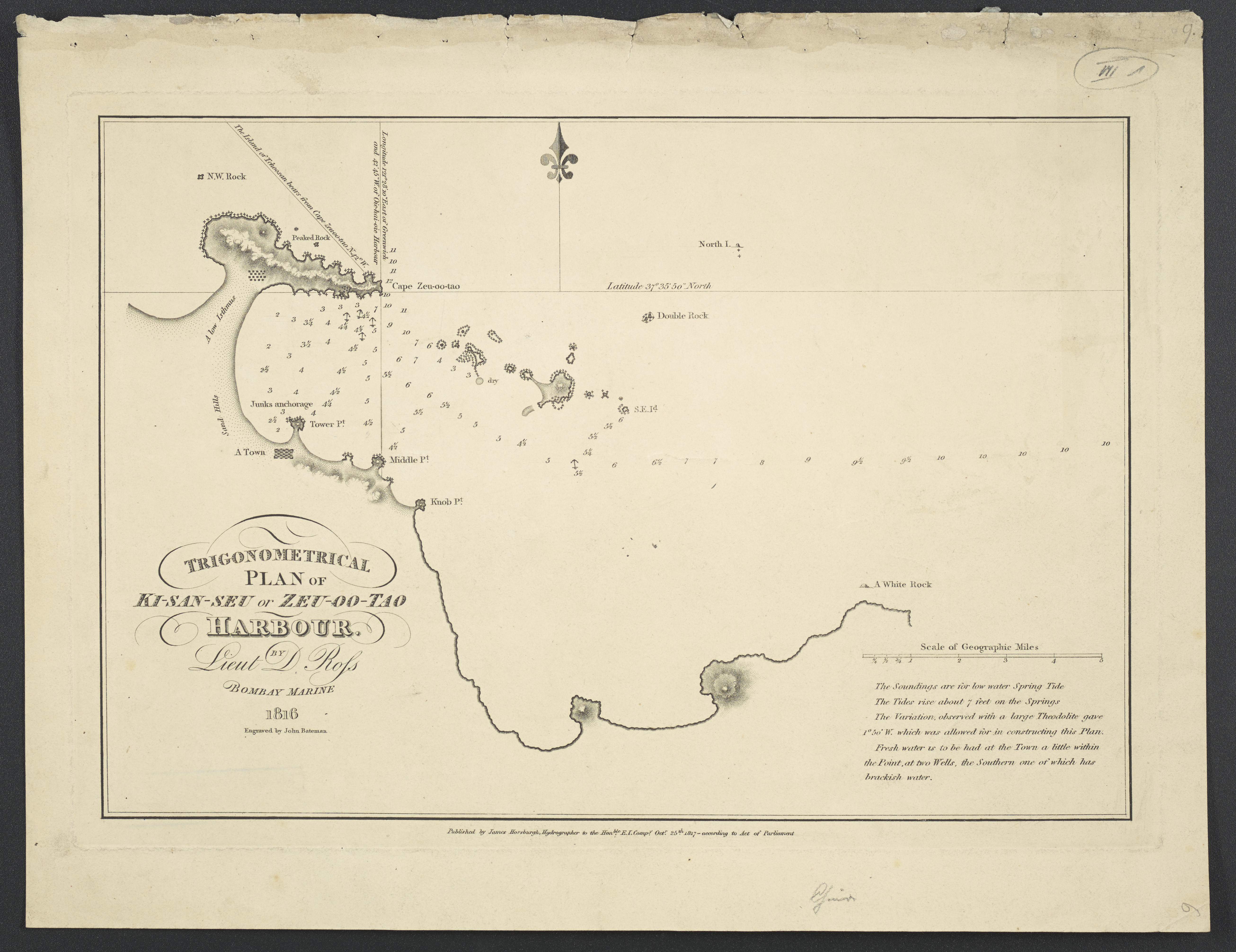
1816年芝罘地图

彼时，芝罘北部沿海各地并无大量常驻居民，陆地上水网纵横，约有38条山溪性河流，沿海遍布许多浅滩，山坡上有许多庄稼地。唯一的小型商业区为北大街大庙周边。周边海岛崆峒岛上有常驻渔家，因而法国军队多数驻扎在烟台崆峒岛上。在芝罘的中部，有建设于1398年由城墙环绕的奇山所城。法国舰队在逐渐的对烟台进行探索之后，选定了烟台芝罘北部的熨斗墩（今名为烟台山）西侧的太平湾作为港口进行登陆。
1860年，查尔斯·蒙托邦将军率领的法国军队约3000人于 6 月 8 日占领了烟台。法国军队一部分持续驻扎于烟台，控制烟台总体局势，封锁渤海湾，另一部分法国军队前往北塘登陆，并于 1860 年 7 月 19 日开始进攻大沽。
在清朝统治下很长一段时间，今烟台地区的常住人口主要集中在各个县的县城和登州府城内，而在近代的烟台商贸中心北大街一带，尚无规模化商业，只有零零散散的店铺。而今日整个烟台市区范围内只有奇山所城一处规模化的人口定居点。法军上岸后，在北大街东侧，烟台山下划定其直接管辖区域，位于烟台山下和威海卫路(今南大街)之间，共计200亩。此片区域虽名义上属于大清管辖，但大清实际上已经失去行政权。
1861年6月10日，英国驻烟领事马礼逊向青州府知府董部云提出将烟台山和威海卫路之间（南北长约3000英尺，东西宽约2400英尺）的范围租用。但此提议与法国利益冲突。双方在交涉了许久后，仍未达成共识，遂维持现状。

1861年8月22日，烟台正式开埠。同年，捻军以打着护国的名号，从河南开始突袭山东，短短几日就兵临胶东。10月6日，美国传教士花雅各于福山县古现附近被捻军杀害，法国当局意识到烟台情势逐渐危急。10月7日捻军兵临烟台通伸岗 (今烟台西炮台山坡)。次日，驻烟台法国守军与英国守军用停泊于芝罘湾的军舰炮轰捻军阵地，同时英法联军用洋枪击退捻军。之后一个月内，英法联军从烟台塔山与岱王山一带持续作战，将捻军击退出胶东地带。

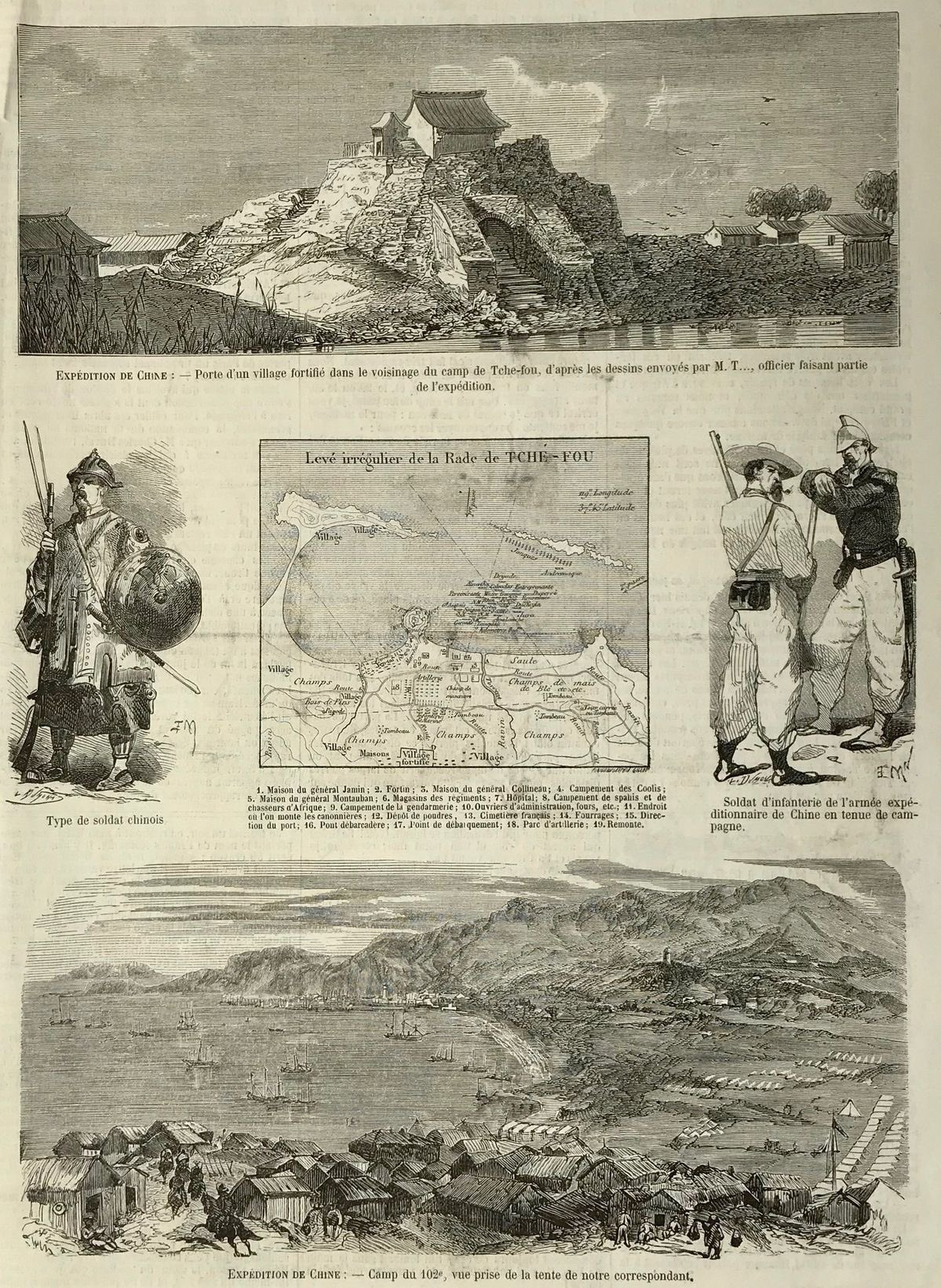
1860年6月9日介紹被法國軍隊佔領的芝罘的報紙

1862年，芝罘东海关开关，由英国人汉南担任税务司司长。英国人曾经因争夺烟台实控权与法国多次交涉，但长时间以来，都没有任何进展，于是双方开始在烟台共同驻军。
1863年，美国在烟台山上设立领事馆。
1866年，大清山东登莱青道潘霨提出只“准许各国公共租用烟台山地区（炮台除外），允许各国租地，但不可划为任何一国的专管租界。这使得烟台法国占领区的历史地位受到质疑。
1866年5月，卢瑟福·阿尔科克向副领事米德尔顿报告说，法国已正式撤回了对划立烟台殖民地的要求。同时，法国驻烟台领事移除烟台的国境线界碑，并将烟台山上原法国管理的地区交给英国。英国成为实际控制烟台山土地面积最大的国家。

## 占领区分布
- 崆峒列岛，面积 0.99平方公里，1859年为法国海军停泊点。1866年法国海军撤离后由其他其他国家作为海军停泊地点，到1970年代长期用作烟台法国墓园。
- 芝罘岛东部，面积 0.28平方公里，1859年作为法国海军舰队避风港。
- 烟台山东侧，面积 0.12平方公里，1861年起作为圈定的法国驻烟台领事馆建设用地，后建设玛丽亚进教之佑圣母堂等其他建筑。
- 烟台太平湾码头部分地区，0.11平方公里，为1859年法国军队登陆烟台最早占领的地区。
- 法国统治地，面积 0.8093平方公里。1860年法国占领，1866年归还中国。

## 英法对烟台土地的主权争议
1859年7月，法国在英国到达前登陆烟台。
1860 年 7 月，法国主力部队返回大沽口时，留下少量法国军队驻守该地。1860 年之前，对外贸易仅限于南部和东南沿海地区。烟台是唯一一个在冬天不结冰的北方港口，被视为天津的季节性转口港。英国人一开始就占据了领先地位，但他们并不孤单。
1860 年，法国的确占领了现在两国都声称拥有主权的大部分地区，并设立了中法国境界碑。
1861年2月，在烟台的法国陆地上的驻军撤离，军舰仍停留在崆峒岛附近外海。在法国人声索的法国统治地范围内，留下了一间破旧的木屋和一座破旧的码头，偶尔会有停泊在海湾的法国军舰上的水手来拜访。法国称之为“法国统治地”。此外，弗格森代表他的养主声称法国政府租用了该地点，阻止英国人在那里购买土地。除了一名店主和一家寄宿公寓的老板外，法国在烟台多年内没有任何商业利益。英国人仍然需要留出土地，以便他们越来越多的商人能够正常地在烟台定居。
1861年8月22日，登州府正式开埠，因登州水浅，后于1862年1月改定开放烟台，外国人正式进入烟台。
1862年，英国驻烟台使馆莫理逊领事抵达后不到三个月就为英国租界绘制了地图，并与登莱青道台商定了边界。同时，他建议当时被任命为驻烟台法国副领事的弗格森也为法国租界绘制地图，弗格森秘密申请了同一地点，甚至使用了莫里森借给他的设计图。英法两个国家之间开始了一段激烈的争吵。法国人声称，既然他们先到达烟台，就应该有优先选择权。 
同年，英国人为保证经济权力能够实施，决定开辟新的商业领地，因此，英国军队占领了海峡对岸的大连，并命名为亚瑟港。
1862 年，写信给英国驻北京公使弗雷德里克·布鲁斯爵士，建议“推迟在烟台进行商贸，直到法国同意履行烟台占领区的不再阻止合法的贸易”。布鲁斯拒绝了这个想法，称英国在烟台几乎没有发展的机会。因此，当马礼逊到达烟台时，他不得不租用房间作为领事馆和住宅。 
1862 年 4 月，马礼逊设法获得了一整栋足以满足他所有需求的建筑。这栋建筑位于烟台山东北角的制高点，因此距离法国声称拥有的地区很远。当布鲁斯发现他的领事住在哪里时，他命令他立即搬走。然而，法国人很快就失去了兴趣。
1863 年 10 月，当时布鲁斯设法获得了英国领事馆的任命，代表法国驻烟台，不想让弗格森继续担任这个职位。法国声称法国殖民地的大部分土地已被其中国所有者个人违规出售给其他国家，只有 5% 归法国所有。此外，道台还声称，由于烟台山有一座烽火台，因此不能划入法国控制区域内。
1864 年夏天，在烟台负责法国军事事务的法国海军军官迫切希望收到烟台的法国殖民地已被完全授予的确认。在得到确认后，他将再次派遣法国海军陆战队登陆，行使完全的法国国家权力。 
1866 年 5 月，卢瑟福·阿尔科克向副领事米德尔顿报告说，法国已正式取消了对殖民地的主权的声索。同时，他补充说，米德尔顿作为法国驻烟台副领事，将边境的界碑从现场移走。

## 医疗

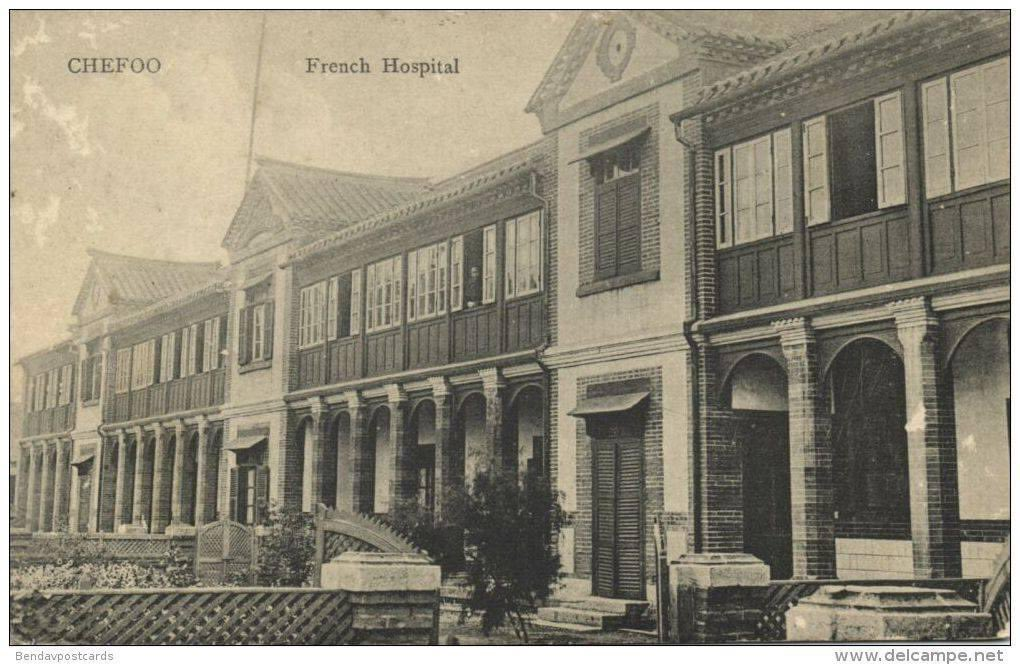
1916年拍摄的煙台法國醫院主樓

1860年，法国天主教施医院在烟台山下东河西岸开始建设，又称烟台法国医院。为山东最早的西医医院。1906年，配备X射线CT机，在法国天主教圣方济各堂的努力下，实现了为烟台本地穷人免费看病。1909年开始，一直到1914年，与烟台北美长老会医院一道成为烟台抗击鼠疫疫情的主要医院。
后改名为烟台山医院，2009年政府批准，添加“烟台中法友谊医院”为第二名称，成为全中国唯一中法技术共享与合作的医院。

## 相关建筑与遗迹

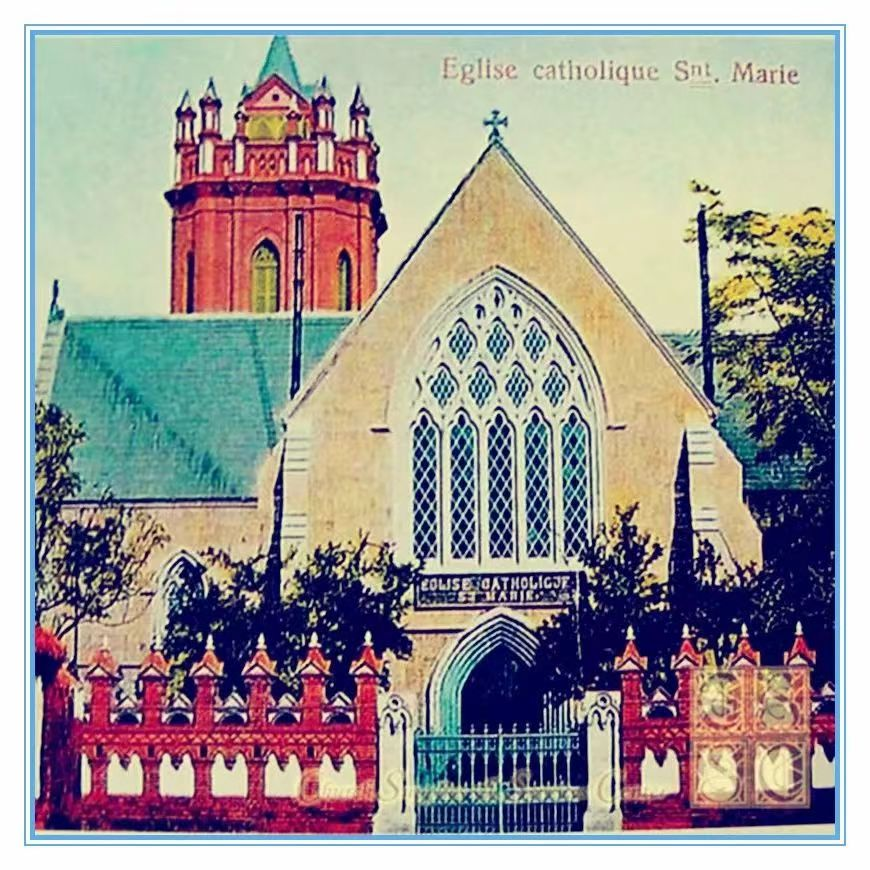
1911年芝罘玛利亚进教之佑圣母堂正面照片

崆峒岛法国墓园：始建于1860年，主要埋葬法国军队士兵和传教士。1966年被红卫兵砸毁，墓碑被用作铺路，从1980年代开始已经难觅踪迹。对此事件，烟台本地民众有两派观点，烟台本地土著，尤其是近代经商世家通常认为“感谢法国传教士百年来扎根烟台守卫烟台的安宁”，而与之相反的外来的居民则认为“这种殖民侵略的痕迹应当被完全抹除”。
崆峒岛灯塔：始建于1866年，始称卢逊灯塔，1905年改名为崆峒岛灯塔，后经过多次设备更新后使用至今。
玛丽亚进教之佑圣母堂：烟台最高大的哥特式教堂，也是1959年之前烟台最高的建筑物，由法国传教士规划于1863年，1868年，购买了建设教堂需要的全部土地，1872年举行了修建教堂的奠基仪式，建设教堂的所有石料购买自意大利西西里岛，1886年落成，又称山东东界教区主教府教堂。1930年扩建，1959年起因政治原因被逐步拆除，1992年被完全拆除。
毓璜顶北美长老会教堂：烟台本地称之为八角楼教堂，建于1865年，1968年钟楼被拆除，主体建筑保存完好。现在为警备区幼儿园附属建筑。

## 相关活动
2024年5月8日，是中华人民共和国和法国建交60周年。在烟台山惹浪亭东侧海面，立起了一个高约10米的黄色充气埃菲尔铁塔，上写CHEFOO，以纪念曾经法国对烟台做出的贡献。

## 常见地理名称
- 太平湾：Pacific Bay，指的是烟台山西侧开始到芝罘岛连岛沙坝之间的水域。
- 村庄海湾：Village Bay，指的是烟台山北侧，崆峒岛南侧和芝罘岛连岛沙坝东侧的水域的通称。
- 崆峒列岛：Kong Tong Tao/ Kong Tong Island
  - 豆卵岛：Double Rock[11]
- 大马路：Broadway
- 烟台山东路：Morrison Road
- 朝阳街：Gipperich Street
- 南大街：南大道
- 北大街：烟台街，Chefoo Street
- 海岸路：Beach Road
- 十字街：Cross Street
- 爱德街： Charity Street
- 东太平街：East Tai Ping Road
- 北马路：东大街，Tung-ta Chieh
- 云龙街：商会街，Chambers Street